# Ніттель
Ніттель (нім. Nittel) — громада в Німеччині, розташована в землі Рейнланд-Пфальц. Входить до складу району Трір-Саарбург. Складова частина об'єднання громад Конц.
Площа — 16,98 км2. Населення становить 2604 ос. (станом на 31 грудня 2020).